# Rajmund Gallani
Rajmund Gallani (Dubrovnik, 25. veljače 1652. – Dubrovnik, 10. ožujka 1727.), poznat i kao Ivo Jelić, bio je dubrovački dominikanac i nadbiskup. Prvi je domaći dubrovački nadbiskup nakon niza stoljeća kada su tu dužnost obnašali stranci.

## Životopis
Godine 1706. imenovan je apostolskim vikarom latinske patrijaršije u Carigradu. Godine 1708. papa Klement XI. imenuje ga nadbiskupom Ankare. Slijedeće godine zaređen je za biskupa 1709. godine.
Dobio je dozvolu za popravak crkve sv. Groba u Jeruzalemu te samostana i crkve u Fojnici.

### Članci
- Lupis, Vinicije. 2015. Sloboda utemeljenja crkvenih župa dubrovačke nadbiskupije te Stonske i Trebinjsko-mrkanske biskupije u XVIII. stoljeću. Crkva u svijetu. Sveučilište u Splitu - Katolički bogoslovni fakultet. Split. 50 (1): 82–99